# Papantla (municipalité)
La  municipalité de Papantla est l'une des 212 municipalités de l'État de Veracruz, et est située dans la partie nord de cet État. Située dans la plaine côtière du golfe du Mexique, elle se trouve à cheval entre les bassins versants des fleuves Río Tecolutla au sud et Río Cazones au nord. Elle est limitrophe au sud de l'État de Puebla. Son chef-lieu est la ville de Papantla de Olarte. Elle fait partie de la "Zona metropolitana de Poza Rica", aire urbaine qui regroupe autour de la ville de Poza Rica de Hidalgo les municipalités faisant partie de sa sphère d'influence. Elle dépend également de la région administrative de Totonaca, du nom du peuple des Totonaques qui y habite, et est une des 10 subdivisions administratives de l'État de Veracruz.

## Géographie
La municipalité de Papantla s'étend du nord au sud entre les bassins versants des fleuves Río Tecolutla au sud et Río Cazones au nord. Le Río Tecolutla forme pour partie sa limite au sud, tandis que Río Cazones forme pour partie sa limite au nord-ouest. Elle est comprend un troisième bassin versant, celui du fleuve côtier Tenixtepec, dont elle comprend l'embouchure sur le golfe du Mexique, dont elle est riveraine au nord-est. Son altitude oscille entre 10 et 300 mètres. Son chef-lieu, la ville de Papantla de Olarte, se trouve au centre de son territoire, et est traversé par le ruisseau Puerco, qui est un tributaire du fleuve côtier Tenixtepec. Son territoire couvre une superficie de 1458,5 km2, et était peuplé en 2020 de 159 910 habitants, pour une densité de 109,6 km2.
Cette municipalité fait partie de la Zona metropolitana de Poza Rica (es), regroupant les municipalités de Cazones de Herrera, Coatzintla, Papantla, Poza Rica de Hidalgo et Tihuatlán, pour une population totale de 548 859 habitants.
Elle est limitrophe au nord de la municipalité de Cazones de Herrera, à l'ouest de celles de Tihuatlán, de Poza Rica de Hidalgo, de Coatzintla et d'Espinal, au sud, dans l'État de Puebla, de celles de Tenampulco, de Hueytamalco et d'Acateno, et à l'est, à nouveau dans l'État de Veracruz, de celles de Martínez de la Torre, de Tecolutla et de  Gutiérrez Zamora.

## Composition et démographie
La municipalité était composée en 2020 de 338 localités, dont 3 étaient considérées comme urbaines, les autres étant rurales.
| Localité            | Population |
| ------------------- | ---------- |
| Papantla de Olarte  | 55 452     |
| Agua Dulce          | 6015       |
| El Chote            | 3788       |
| Pueblillo           | 2435       |
| El Volador          | 2250       |
| Reste des localités | 89 970     |
| Total population    | 159 910    |

En plus de l'espagnol, plusieurs langues amérindiennes sont parlées dans la municipalité, dont les principales sont par ordre d'importance : le totonaque, dans une moindre mesure le nahuatl, les autres langues étant très marginales.

## Histoire

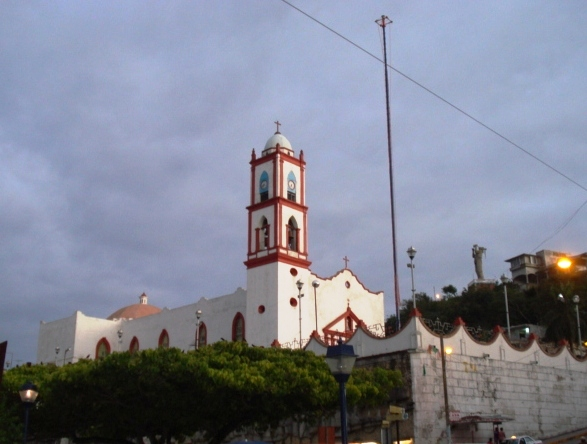
Cathédrale de Nuestra Señora de la Asuncion

Entre le Ier et XIIIe siècle de notre ère se développe la ville totonaque d'El Tajín, située à une dizaine de kilomètres à l'ouest de la ville actuelle de Papantla de Olarte. Centre politique et religieux de premier plan pour la Mésoamérique, la ville comprenait de nombreux bâtiments, dont des temples, tel que la pyramide des Niches. Dans la périodisation régionale, ces vestiges sont rattachés à la culture classique de Veracruz.
Aux alentours de 1230, la ville d'El Tajín est abandonnée, tandis que l'habitat se déplace vers la ville actuelle de Papantla de Olarte. Avant 1440, la ville et sa région sont conquises par le souverain aztèque Itzcoatl. Elle prend alors le nom mexica de Papantla. Le nom de Papantla apparaît ainsi dans le Codex Mendocino, datant du milieu du XVIe siècle. Ce nom provient du nahuatl "papan", désignant un oiseau de la famille des corvidés, et du suffixe "tlan", exprimant une abondance.
Durant la période hispanique, au XVIIe siècle, la ville de Papantla reçoit le nom de Papantla de Santa María de la Asunción, qui correspond au vocable de la paroisse, dont l'église avait été bâtie en 1570.
En 1910, Papantla est élevée au rang de ville (ciudad), et prend le nom de Papantla de Hidalgo. En 1935, la ville connaît un nouveau changement de nom, et devient Papantla de Olarte, du nom du général Serafín Olarte (es), héros de la guerre d'indépendance du Mexique,.

## Économie

### Agriculture et élevage
La superficie des parcelles semées représentait en 2019 une surface totale de 45 131,5 hectares, parmi lesquels 25 987 hectares étaient voués à la culture du maïs, 15 310 hectares étaient voués à la culture de l'orange, et 1870 hectares étaient voués à celle du citron.
En 2020, la production de viande par tonnes comprenait 3860,8 tonnes de viande bovine, 767,8 tonnes de viande porcine, 67,5 tonnes de viande ovine, 0,1 tonne de viande caprine, 107,8 tonnes de volailles, et 49,1 tonnes de dinde. La superficie vouée à l'élevage représentait alors 95 097 hectares.

### Pétrochimie
La municipalité fait partie du bassin producteur d'hydrocarbures de Chicontepec, qui s'étend du nord au sud dans le nord de l'État de Veracruz, et déborde légèrement dans celui de Puebla. Malgré d'importants investissements de l'État et de la compagnie pétrolière publique Pemex, sa production n'excède pas 200 barils par jour.

## Lieux et monuments

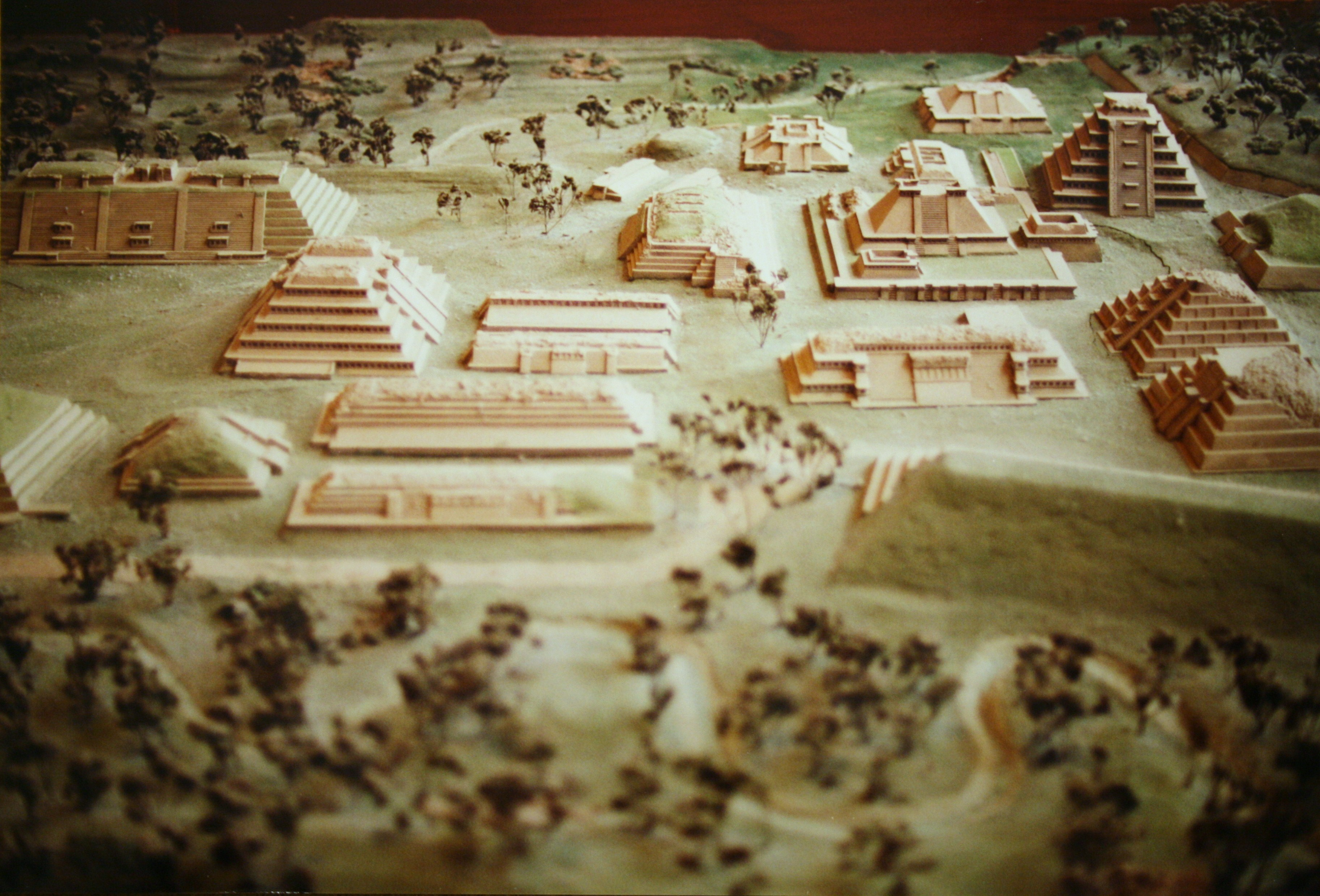
Maquette de la ville d'El Tajin

Le site archéologique correspondant à l'ancienne ville totonaque d'El Tajín est classé au Patrimoine mondial de l'UNESCO depuis 1992. Ce classement concerne une zone de 240 hectares. Au Mexique, le site est juridiquement protégé par la Loi mexicaine sur les monuments et les zones archéologiques de 1972. Cette protection étatique s'est renforcée en 2001 par la création d'une Zone de monuments archéologiques couvrant une surface de 1221 hectares. Au niveau patrimonial, le site est géré par l'Institut national d'anthropologie et d'histoire (INAH). Occupé entre le Ier et XIIIe siècle de notre ère, le site est une vaste ville dont la population est estimée à 15 000 à 20 000 habitants. Il est abandonné aux alentours de 1230, lorsque l'habitat se déplace à 10 km à l'est, dans l'actuelle ville de Papantla de Olarte. En plus de la ville visitable, El Tajín comprend un musée de site. À l'initiative du Secrétariat du Tourisme du Mexique, le programme culturel des Pueblos Mágicos assure des animations sur le site.